# Vůz Bdmtee268 ČD
Vůz řady Bdmtee268, číslované v intervalu 50 54 20-82, je prototyp velkoprostorového osobního vozu druhé třídy z vozového parku Českých drah. Vůz číslo 101 vznikl přestavbou z vozu Bdmtee281, které byly vyrobené vagónkou VEB Waggonbau Bautzen v letech 1989–1990. 4. února 2021 firma TRATEC-CS zahájila modernizaci vozů s čísly 275 a 222, které byly přečíslovány na čísla 20-82 101-7, 20-82 104-1, poté 5. března 2022 zahájila modernizaci vozu 291 přečíslovaný na číslo 20-82 103-3. Modernizace byla dokončena pouze u vozu 101, protože 7. března 2022 firma TRATEC-CS podala insolvenční návrh, modernizace se tím pádem zcela jistě zastavila. 22. listopadu 2021 byl vůz 101 zařazen do provozu. V roce 2022 jezdil na osobních a spěšných vlacích s řídicím vozem Bfhpvee v úseku Kolín – Pardubice hlavní nádraží – Česká Třebová. Plánovalo se takto modernizovat 52 vozů. Nedokončené vozy 103 a 104 jsou od roku 2022 deponovány v depu Česká Třebová.[zdroj?]

## Technické informace
Jsou to neklimatizované vozy se samonosnou karosérií typu UIC-X, o celkové délce 26 400 mm, s výškou podlahy 1 250 mm nad temenem kolejnice a s nejvyšší povolenou rychlostí 160 km/h, jsou vybaveny centrálním zdrojem energie (CZE) a potrubní zrychlovač brzdy.
Oproti svým předchůdcům má jen 80 míst k sezení, sedadla v uspořádání 2+2 mají mezi sebou stolky, sedadla v uspořádání za sebou mají také stolek na předchozím sedadle (podobně jako v letadle nebo autobusu), také větší prostor pro jízdní kola, vakuové WC, 18žilový kabel UIC558, elektronický audiovizuální informační systém, zásuvky 230V i USB 5V a Wi-Fi připojení k internetu.

## Fotogalerie

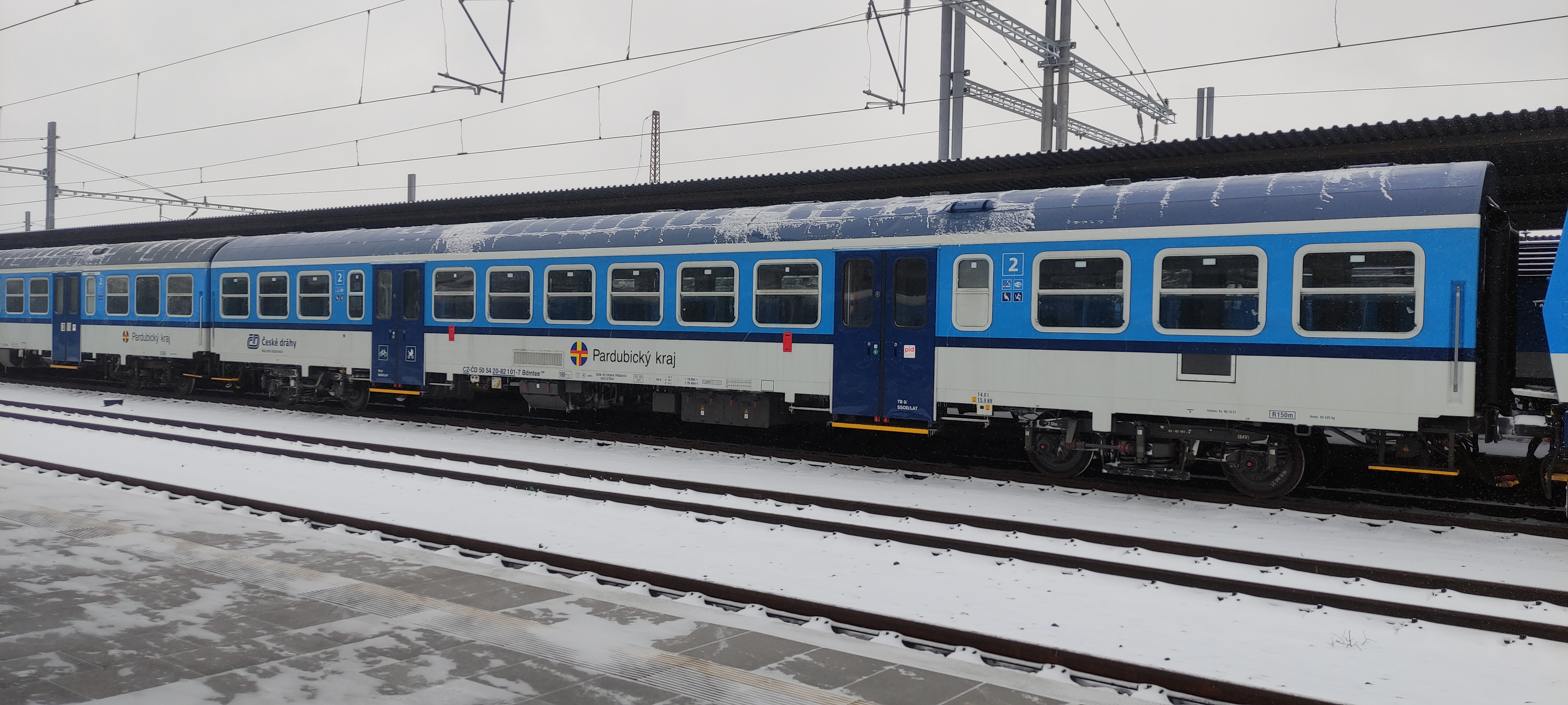
Vůz 20-82 101-7 ve stanici Pardubice hlavní nádraží
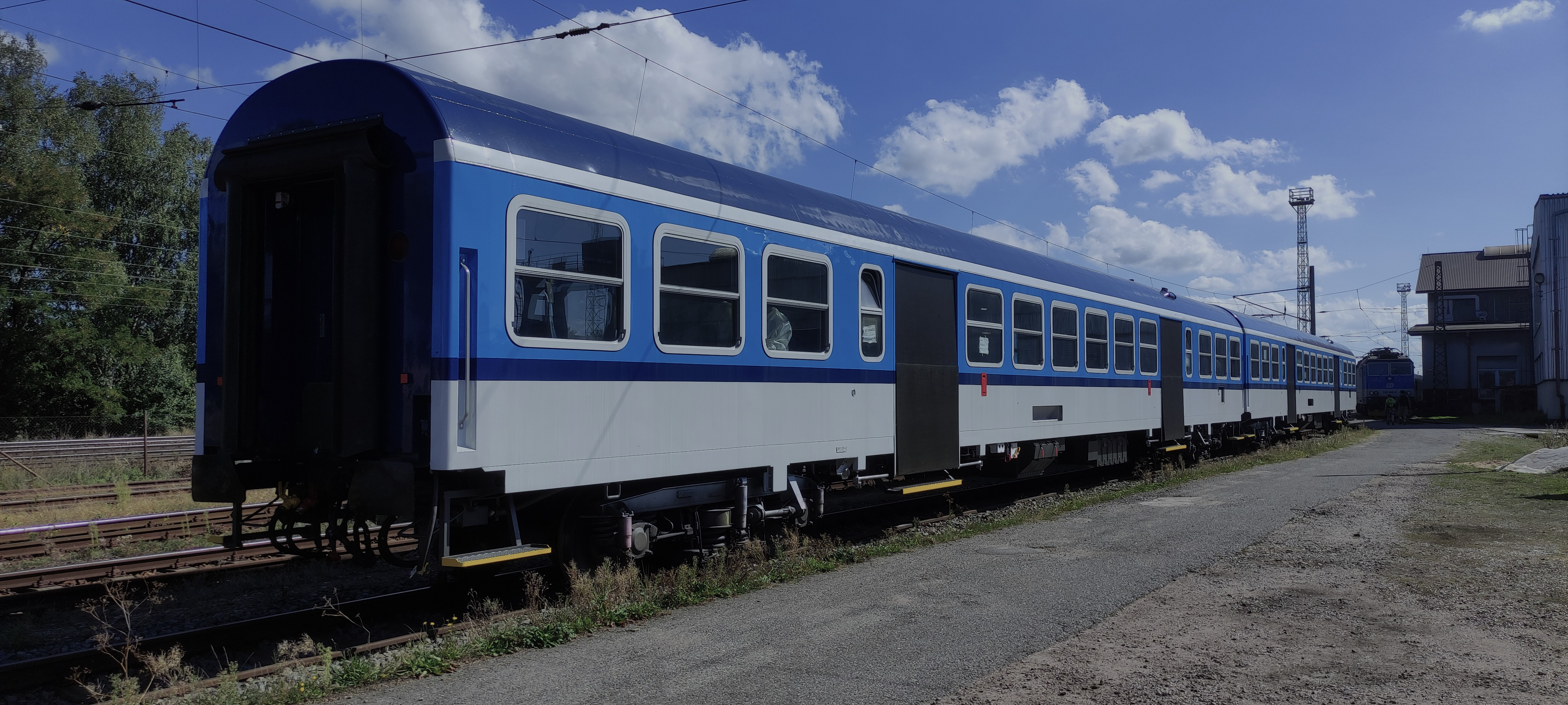
nedokončená modernizace vozu Bdmtee281 22-44 291-1 na vůz Bdmtee268 20-82 103-3
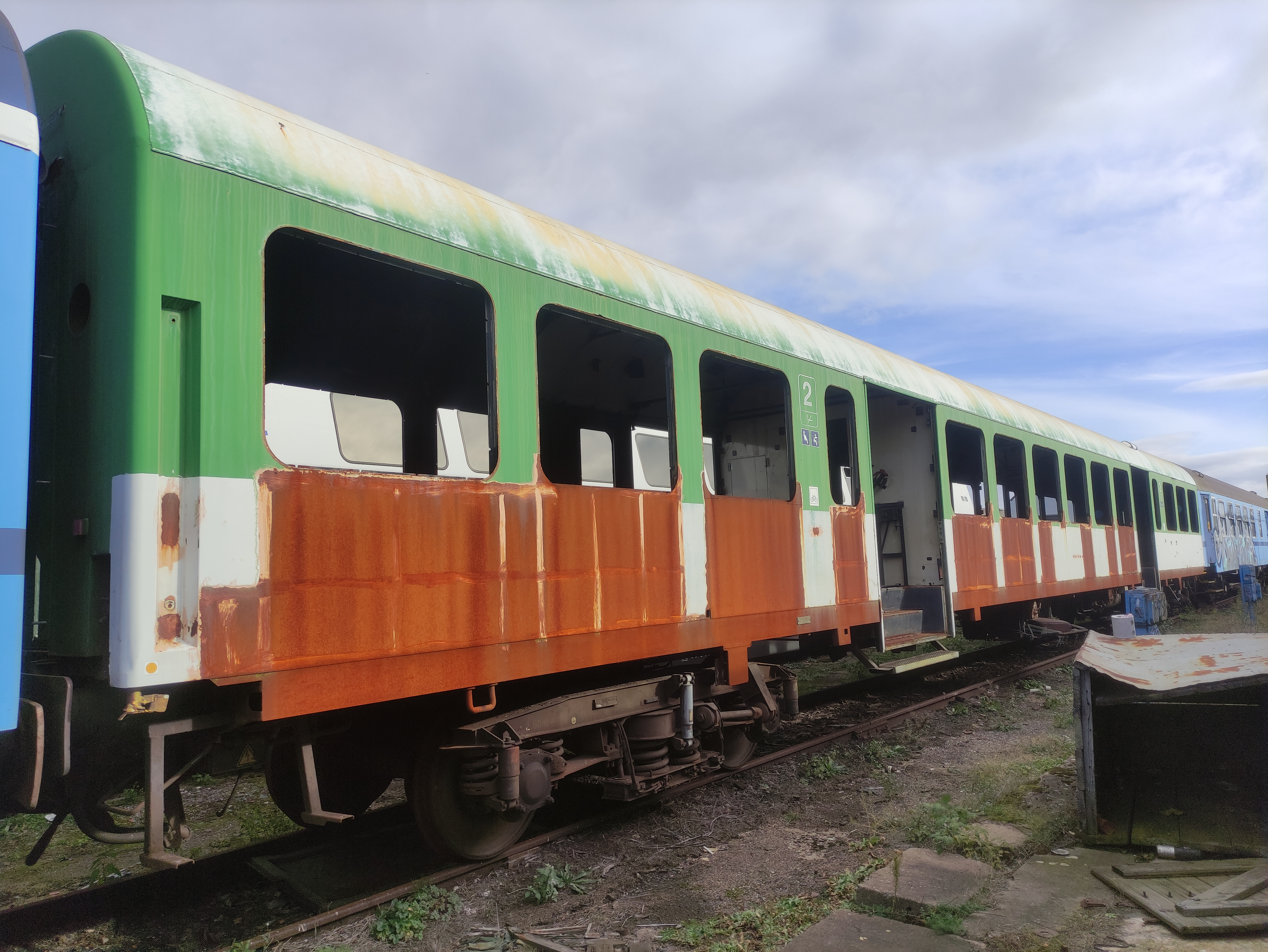
nedokončená modernizace vozu Bdmtee281 22-44 222-6 na vůz Bdmtee268 20-82 104-1
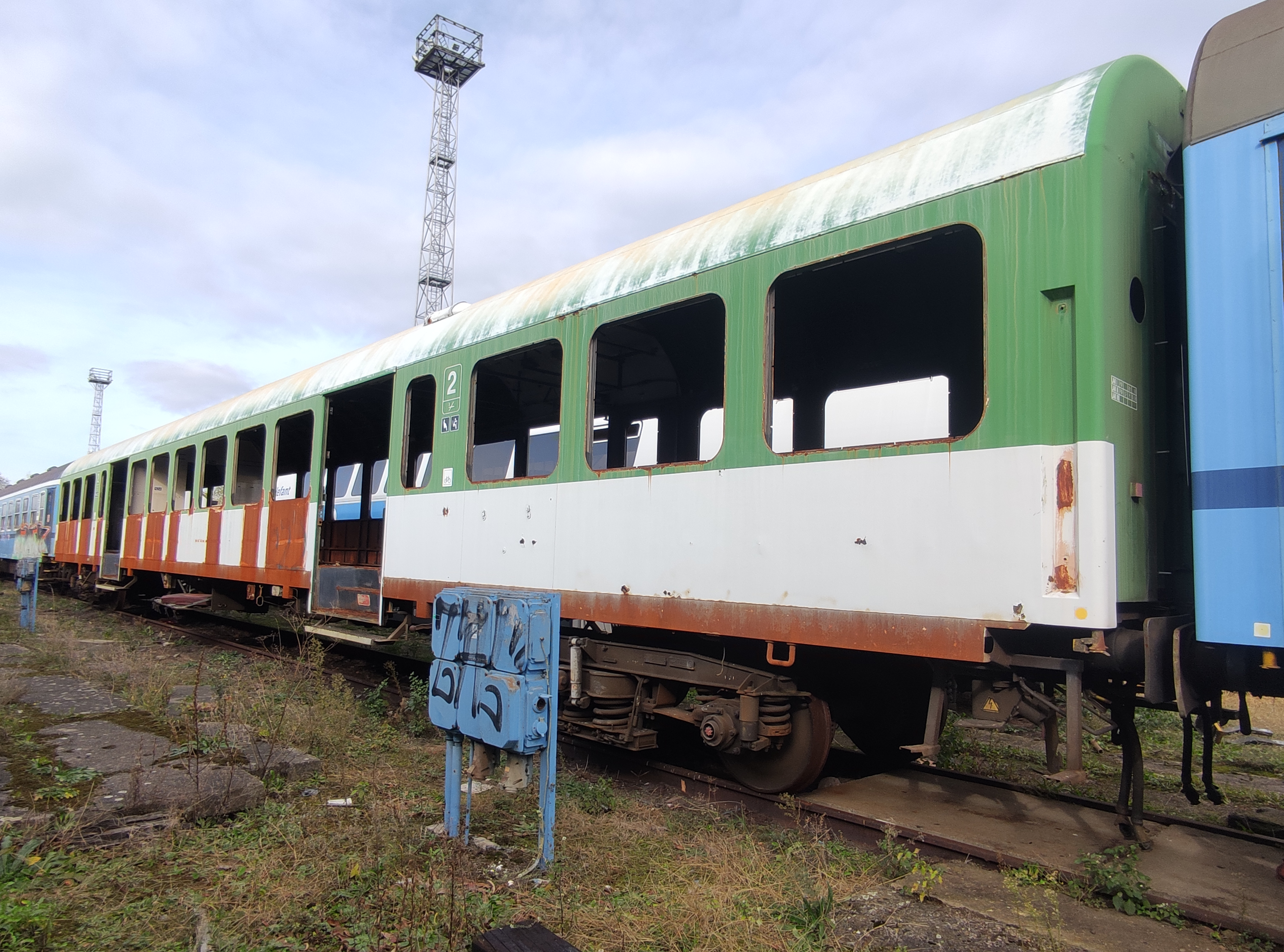
nedokončená modernizace vozu Bdmtee281 22-44 222-6 na vůz Bdmtee268 20-82 104-1